# 김제 귀신사 영산전 소조석가삼존상과 나한상 일괄
김제 귀신사 영산전 소조석가삼존상과 나한상 일괄(金堤 歸信寺 靈山殿 塑造釋迦三尊像과 羅漢像 一括)은 대한민국 전북특별자치도 김제시 금산면, 귀신사 영산전에 있는 조선시대의 불상이다. 2017년 3월 31일 전라북도의 유형문화재 제49호로 지정되었다.

## 개요
17세기의 대표적 조각승인 인균의 작품이며 작품의 상태 또한 양호할 뿐 아니라 사중에 전해오는 조성발원문에 언급된 25구의 불상이 한 구도 유실되지 않고 잘 남아있어 17세기 불상조각의 귀중한 작례라고 할 수 있다.

## 참고 자료
- 김제 귀신사 영산전 소조석가삼존상과 나한상 일괄 - 국가유산청 국가유산포털